# Panzerkampfwagen VII Löwe
Panzerkampfwagen VII Löwe (lev) byl projekt supertěžkého tanku, který navrhla společnost Krupp během 2. světové války. Projekt nikdy neopustil technické výkresy, bylo od něj upuštěno ve prospěch projektu Panzerkampfwagen VIII Maus.

## Verze
Leichter Löwe - lehčí verze s motorem o výkonu 1 000 koňských sil, který měl dávat tanku maximální rychlost 27 km/h, měla vážit 76 tun, přední pancíř měl mít sílu 100 mm, věž měla být namontovaná vzadu a výzbroj mělo tvořit dělo ráže 105 mm L/70 a spřažený kulomet.
Schwerer Löwe - těžší verze s motorem, který měl dávat výkon 1 000 koňských sil a maximální rychlost 23 km/h, hmotnost měla být 90 tun, přední pancíř měl být 120 mm silný, věž měla být ve středu podvozku, výzbroj mělo tvořit dělo ráže 105 mm a spřažený kulomet.
Když Hitler viděl návrhy, přikázal od lehčí verze upustit a těžší verzi nakázal upravit tak, aby výzbroj tvořilo dělo ráže 150 mm, přední pancíř zesílit na 140 mm a maximální rychlost zvýšit na 30 km/h. Ale žádná z verzí nikdy nebyla postavena, jen některé prvky z těžší verze byly použity u tanku Königstiger. Tank Löwe byl megalomanský a zároveň nereálný projekt, který neměl tehdy šanci úspěšného bojového nasazení; stroj byl také příliš těžký na to, aby přejel přes mosty.